# Skaner bębnowy

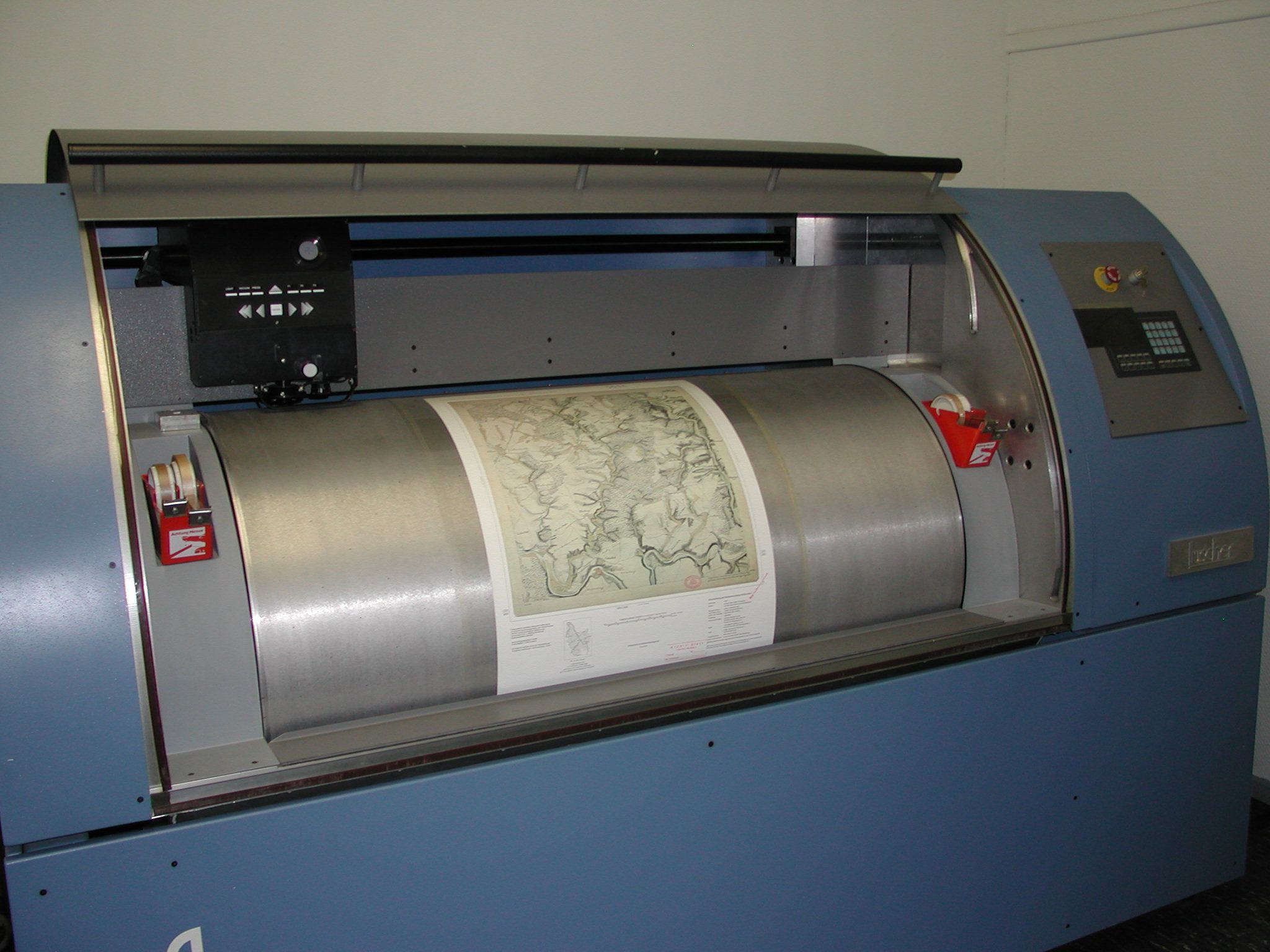
Skaner bębnowy

Skaner bębnowy (ang. drum scanner) – urządzenie peryferyjne komputera pozwalające na stworzenie postaci cyfrowej obrazu z oryginałów transparentnych (przezroczystych) czyli slajdów lub negatywów fotograficznych. 
Nazwa wywodzi się od metody odczytu obrazu, w skanerach bębnowych bowiem głównym elementem jest bęben, na którym umieszcza się przed procesem skanowania oryginały fotografii. W trakcie skanowania bęben obraca się z prędkością od kilkuset do ponad 1500 obrotów na minutę pod głowicą skanującą. Skanery bębnowe stosowane są w profesjonalnych studiach graficznych ze względu na wysoką jakość uzyskiwanych obrazów. Charakteryzują się wysoką rozdzielczością (do kilku tysięcy dpi), co pozwala np. uzyskać dobrej jakości obraz z przeznaczeniem do druku w formacie A3 z zeskanowanego slajdu 35 mm. Drugim wyróżniającym je parametrem jest wysoka gęstość optyczna - 4.0 D i więcej, która odpowiada za prawidłowe wydobywanie szczegółów z bardzo ciemnych i jasnych fragmentów negatywów i slajdów.